# Eva Hoppach
Eva Hoppach (* 14. Januar 1940 in Cetki als Marga Gietz; † 22. Dezember 2014 in Wilstedt) war eine deutsche Malerin.

## Leben
Eva Hoppach wurde als Marga Gietz geboren. Ihre Kindheit verbrachte Hoppach in Seefeld am Jadebusen. 1954 zog sie nach Bremen, wo sie eine Ausbildung zur Fotolaborantin absolvierte.
1964 heiratete sie den Binnenschiffer Manfred Everling. 1966 wurde der später selbst als Künstler tätige Sohn Marcel Everling geboren.
1973–1977 war sie Meisterschülerin des  Bremer Malers Willi Vogel (1909–1987) und gab sich den Künstlernamen „Eva“.  Zu dieser Zeit nutzte sie ein Atelier in einer Blockhütte im Giehlermoor. Nach ihrem Diplom 1977 arbeitete sie fortan als freischaffende Kunstmalerin.
1978 eröffnete sie ihr neues Atelier in Bremen-Blumenthal. 1985 erfolgte der Umzug nach Worpswede.
1989 heiratete die Malerin in zweiter Ehe den Diplomingenieur Klaus Hoppach, dessen Namen sie annahm.
Die Künstlerin unternahm zahlreiche Studienreisen ins Ausland, u. a. nach Paris, Italien, Griechenland, Spanien, auf die Kanaren und Balearen, nach Norwegen und Österreich, teils zusammen mit ihrem Lehrmeister Willi Vogel.

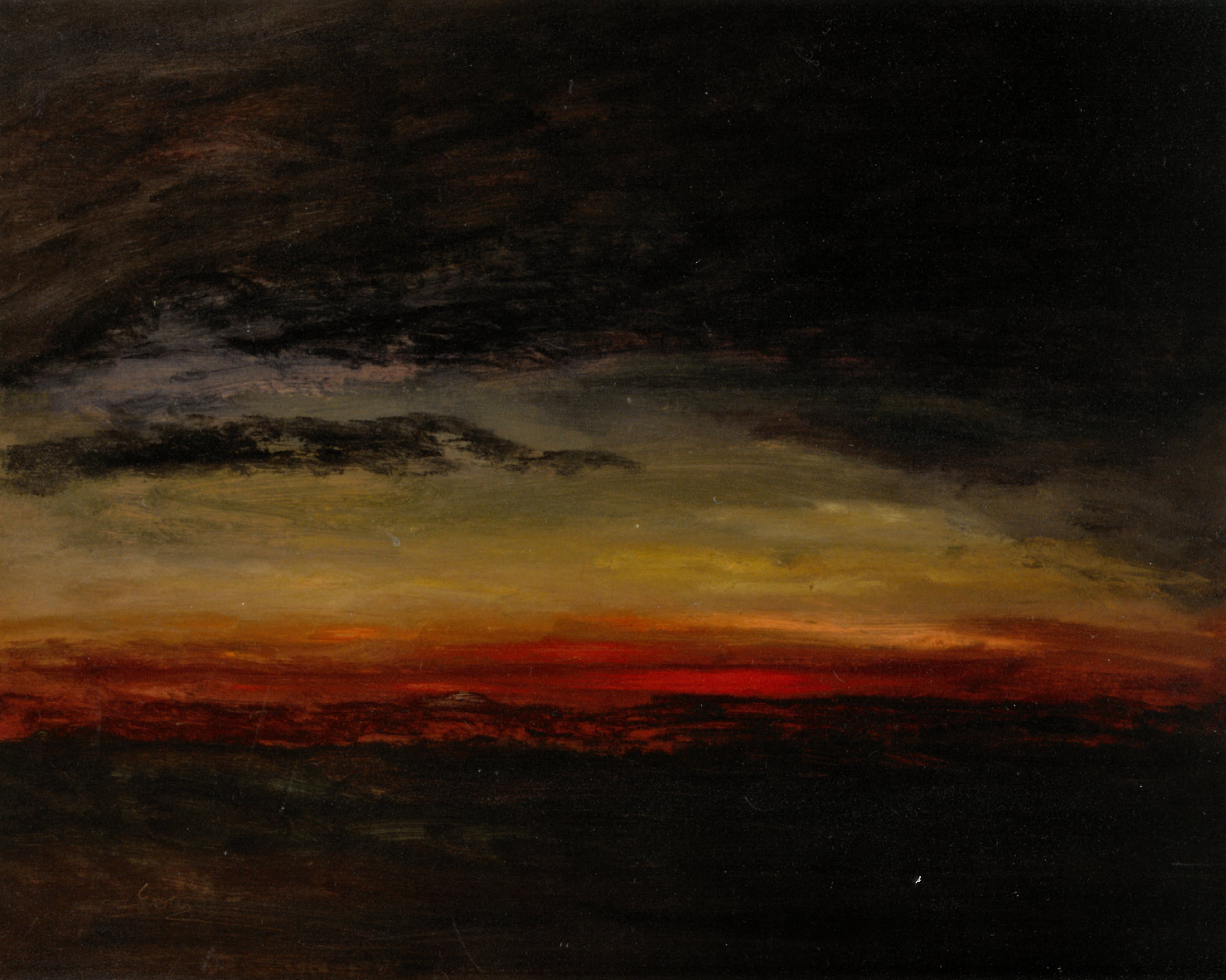
Eva Hoppach: "Über den Wolken", 1989.

1991 organisierte sie die große Gedächtnisausstellung für Willi Vogel im Haus Blomendal in Bremen-Blumenthal.
Hoppach verstarb am 22. Dezember 2014 in Wilstedt und wurde auf dem Worpsweder Friedhof beigesetzt.

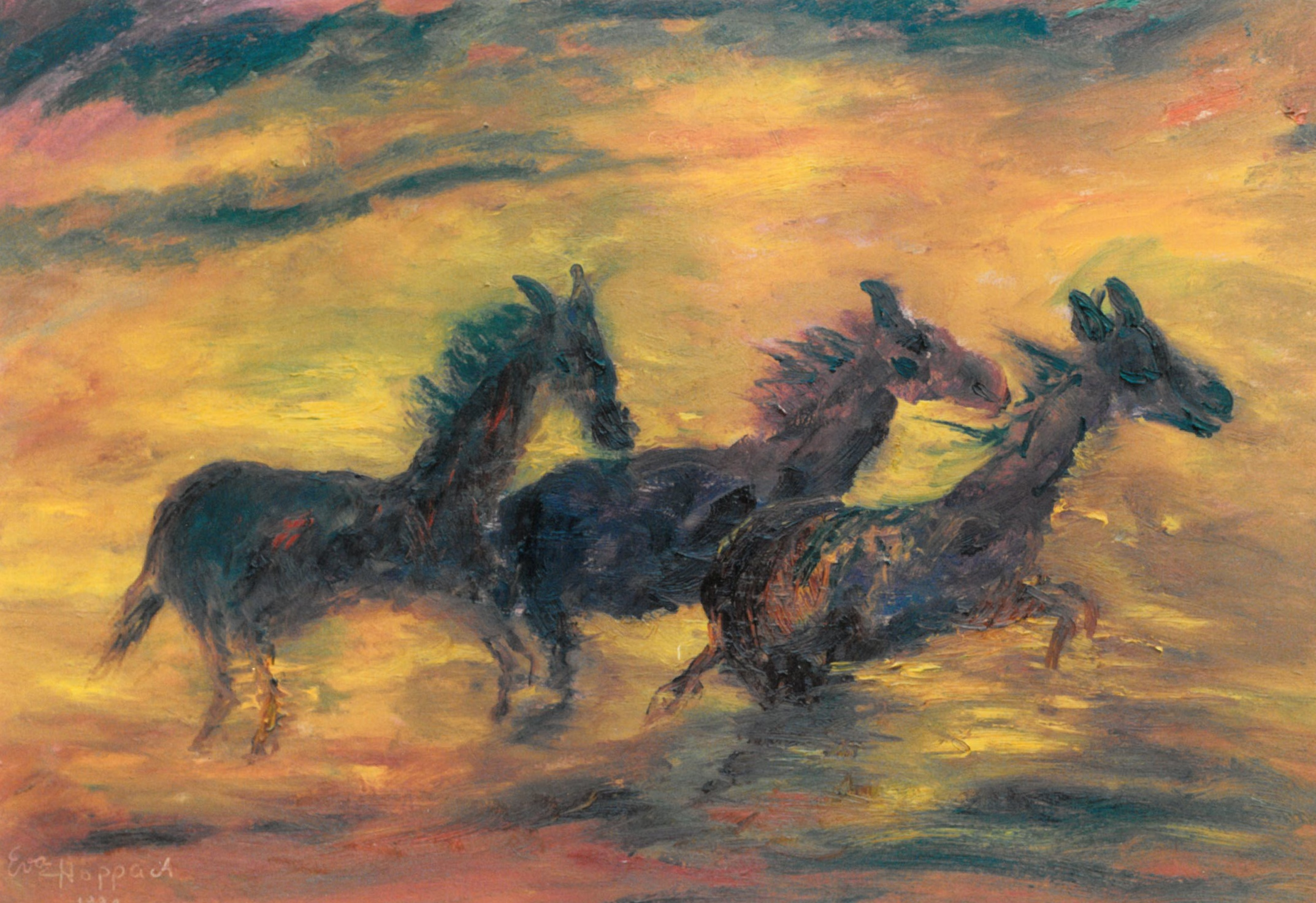
Eva Hoppach: "Avanti", 1991.

## Werke
Eva Hoppach fertigte überwiegend Arbeiten in Öl an, daneben Aquarelle, Röteln, Pastelle, Gouachen, Zeichnungen und Mischtechniken, wobei sie auch experimentelle Techniken mit Spachtel, Farbrolle und Malstöcken anwandte. Ihr Stil mutet impressionistisch, die darin transportierte Gefühlswelt romantisch an.

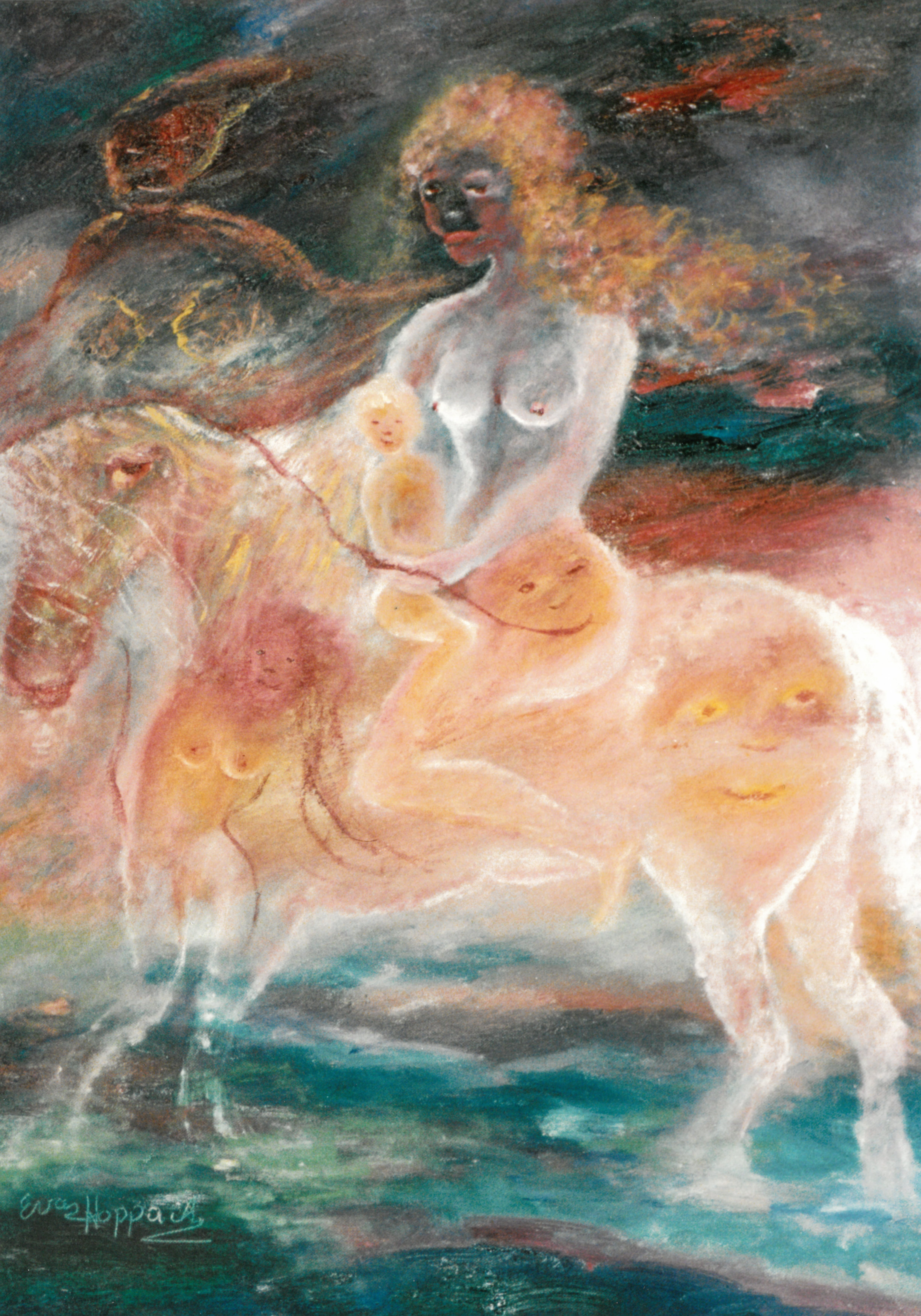
Eva Hoppach: "Gefühle", 1992.

Viele ihrer Werke sind mit klangvollen Titeln versehen. Bis zu ihrer Heirat mit Klaus Hoppach signierte sie mit dem Künstlernamen „Eva“ (z. B. „Über den Wolken“, 1989), danach mit „Eva Hoppach“ (z. B. „Gefühle“, 1992, oder „Ausgeflippt“, 2004). Beliebte Motive sind Landschaften im Wechsel der Tages- und Jahreszeiten, wobei dem Spiel mit Licht und Farbe besondere Bedeutung zukommt, daneben Blumen, Phantasien, Akte, Porträts, Schiffe und Stillleben.
Die Natur in ihrer Vielfältigkeit diente Hoppach als Medium der Inspiration. Eindrücke, Stimmungen und Empfindungen wurden unmittelbar in Malerei umgesetzt. So entstanden zahlreiche Werke draußen in der Natur, insbesondere Landschaftsmotive rund um das Teufelsmoor. Mit der Naturnähe ihrer Malerei knüpfte Eva Hoppach an den künstlerischen Ursprung der alten Maler der Künstlerkolonie Worpswede an.
Gemeinsam mit ihrem Lehrmeister Willi Vogel (1909–1987) gestaltete Eva Hoppach die Rückwand der Tribüne des Burgwall-Stadions in Bremen-Blumenthal mit 24 großformatigen Einzelbildern, darunter regional typische Landschaftsmotive und Blumenmotive.
Eva Hoppachs künstlerisches Wirken erhielt in den Medien viel Aufmerksamkeit (u. a. in den Sendungen „ttt - titel, thesen, temperamente“ 1988, „Buten un Binnen“ 1981).  Ihre Arbeiten befinden sich in öffentlichen und privaten Sammlungen im In- und Ausland (u. a. in den Staatlichen Kunstsammlungen Dresden, der Sammlung der Großen Kunstschau Worpswede und der Sammlung Helmut und Loki Schmidt) sowie in ihrem Atelier in Worpswede.

## Ausstellungen (Auswahl)
Seit den 1970er Jahren jährliche Ausstellungen, u. a. in Bremen, Verden und Bonn.
- 1976: Museum Oldendorf, Lüneburger Heide
- 1977: Schloss Ahlden a.d. Aller
- 1978–87: Adventsausstellung Ritterburg Haus Blomendal, Bremen
- 1981: Parlamentarische Gesellschaft Bonn
- 1986: Landesvertretung Bremen in Bonn
- 1987, 1991: Galerie Kienemann in Tecklenburg
- 1992: Kongresshaus Baden-Baden
- 1994: Kunsthalle St. Moritz (Schweiz)[12][13]
- 2000: Volksbank Osterholz-Scharmbeck[14]

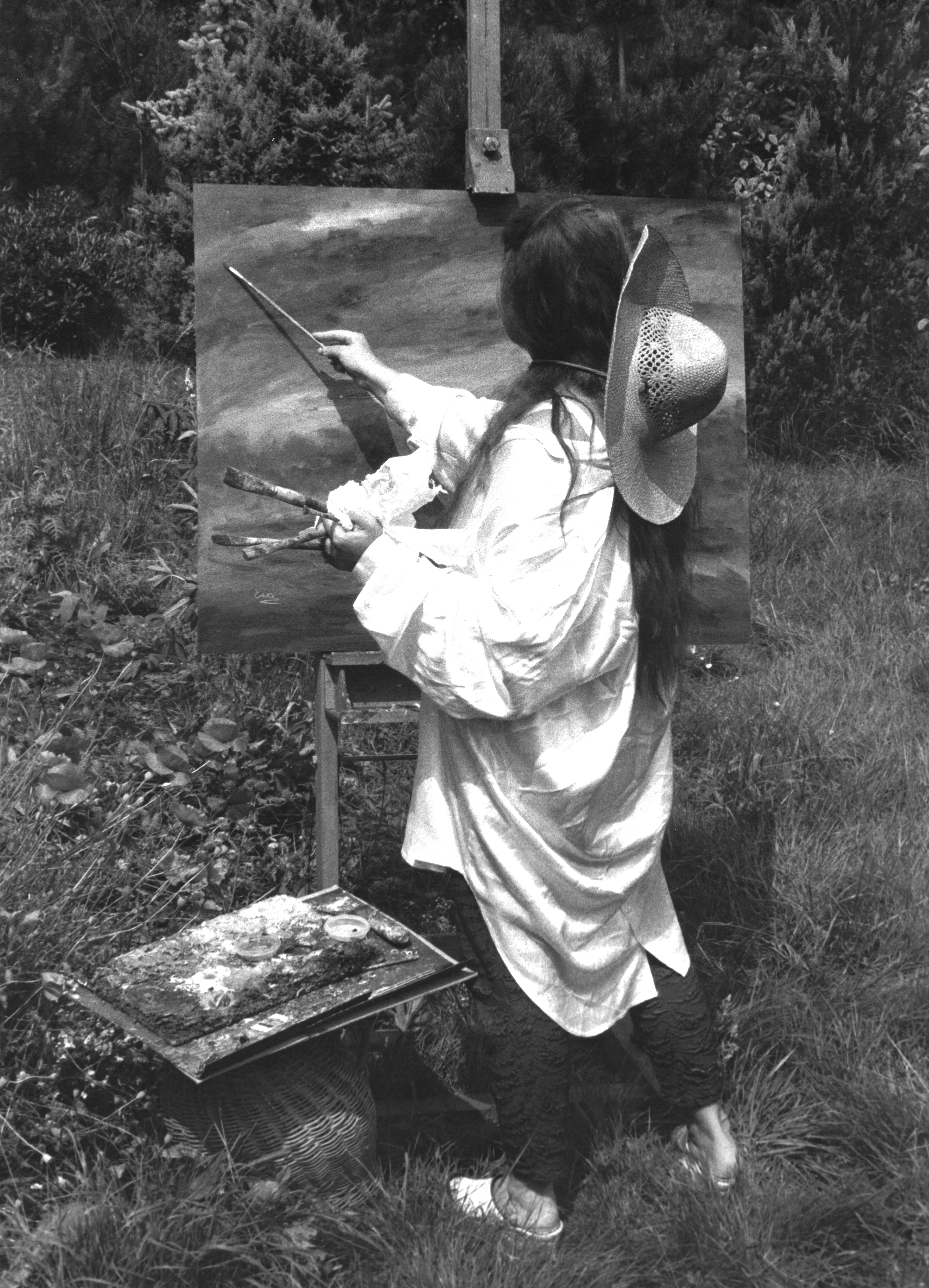
Eva Hoppach, ca. 1995. Foto: Marcel Everling.

## Auszeichnungen
- 1994 Ehrenmitglied auf Lebenszeit der Accademia Internazionale Artistico Letteraria der Stadt Boretto, Italien